# Ansauville
Ansauville település Franciaországban, Meurthe-et-Moselle megyében. Lakosainak száma 76 fő (2022. január 1.). Ansauville Grosrouvres, Hamonville, Minorville és Royaumeix községekkel határos.

## Népesség
A település népességének változása:
| Lakosok száma | 78   | 74   | 77   | 85   | 84   | 84   | 82   | 79   | 78   | 76   |
|               | 1968 | 1982 | 1990 | 2006 | 2013 | 2015 | 2017 | 2019 | 2020 | 2022 |